# Apomixia
O termo apomixia vem do grego e significa "sem mistura" (apo = "longe" e mixis = "mistura"). O conceito é utilizado no seu sentido restrito como sinônimo de agamospermia, que é a formação de sementes sem fecundação.
Em botânica, apomixia é a reprodução biológica sem fecundação, meiose ou produção de gametas, com o resultado das sementes serem geneticamente idênticas às da planta mãe. Pode ser definida também como um modo de reprodução assexuada por sementes a partir do óvulo não fecundado.
Um apomítico ou planta apomítica é um organismo que se reproduz principalmente desse modo. Embora as vantagens evolucionárias da reprodução sexuada sejam perdidas, apomíticos passam adiante traços fortuitos para a adequação evolucionária individual.
Como as plantas são geneticamente idênticas de uma geração a outra, cada apomítico tem os caracteres de uma espécie verdadeira, mantendo sua distinção uns dos outros, apesar de terem diferenças muito menores do que outros similares apomíticos comparados ao normal entre espécies. Por isso, eles são freqüentemente chamados de microespécies. Em alguns gêneros, é possível identificar e nomear centenas ou mesmo milhares de microespécies, que podem ser agrupadas juntas como espécies agregadas, tipicamente listadas nos livros de Flora com a convenção "Género espécie agg." (por exemplo, a amoreira silvestre, Rubus fruticosus agg.).
A apomixia ocorre em cerca de 15% das angiospermas, em mais de 300 espécies de mais de 35 famílias, principalmente nas gramíneas, sendo que 75% estão nas famílias Poaceae, Rosaceae, Rutaceae e Asteraceae.
Os primeiros estudos do que hoje sabemos ser apomixia foram realizados por J. Smith em 1841, ao observar uma planta feminina de Euphorbiaceae, que produziu sementes viáveis sem a presença de uma planta masculina, no Jardim Botânico de Kew, em Londres. Mendel, durante seu estudos sobre hereditariedade com ervilha, realizou experiências com Hieracium (uma espécie apomítica), cujos resultados foram completamente contraditórios.
Há dois tipos de apomixia: a apomixia gametofítica, caracterizada por formar sacos embrionários não reduzidos (diplóides), e a apomixia esporofítica, que não forma sacos embrionários, e o embrião se desenvolve a partir de células indiferenciadas da parede do ovário. Os tipos de apomixia se diferenciam no local e fase de desenvolvimento.
Bons exemplos de apomíticos podem ser encontrados no gênero Crataegus (espinheiros), Sorbus (sorveiras), Rubus (amora-silvestre), Hieracium (pilosela) e Taraxacum (dente-de-leão).
Para que ocorra produção de sementes em plantas apomíticas devem ocorrer três etapas: apomeiose, iniciação autônoma do endosperma ou pseudogamia e partenogênese.
A partenogênese é o equivalente animal da apomixia.
A apomixia pode ser classificada em embrionia adventícia, aposporia e diplosporia.
Quanto ao controle genético, muitos autores relatam herança monogênica, porém ela é também quantitativa ou seja, um gene principal que sofre influências de vários outros genes (modificadores).
Estudos sobre apomixia têm sido utilizados para o melhoramento genético de plantas, devido à possibilidade de fixar o vigor híbrido (heterose), além de outras contribuições significativas para a agricultura.